# 加利那追蛛
加利那追蛛（学名：Dendryphantes canariensis）为跳蛛科追蛛属的动物。分布于巴西以及中国大陆的湖南等地。该物种的模式产地在巴西。